# Collinsville (Alabama)
Collinsville es un pueblo ubicado en los condados de DeKalb y Cherokee en el estado estadounidense de Alabama. En el año 2000 tenía una población de 1644 habitantes y una densidad poblacional de 180.7 personas por km².

## Geografía
Collinsville se encuentra ubicado en las coordenadas 34°15′55″N 85°51′41″O / 34.26528, -85.86139. Según la Oficina del Censo, la localidad tiene un área total de 9,1 km² (3,5 mi²), de la cual 9,1 km² (3,5 mi²) es tierra y 0 km² (0 mi²) (0.00%) es agua.

## Demografía
Según la Oficina del Censo en 2000 los ingresos medios por hogar en la localidad eran de $21,964, y los ingresos medios por familia eran $27,500. Los hombres tenían unos ingresos medios de $20,114 frente a los $16,635 para las mujeres. La renta per cápita para la localidad era de $13,042. Alrededor del 17,4% de la población estaban por debajo del umbral de pobreza.